# Radio Plus Agadir
Pour les articles homonymes, voir Radio Plus.
 (août 2023).
Si vous disposez d'ouvrages ou d'articles de référence ou si vous connaissez des sites web de qualité traitant du thème abordé ici, merci de compléter l'article en donnant les références utiles à sa vérifiabilité et en les liant à la section « Notes et références ».
Radio Plus Agadir est une radio marocaine privée. Cette radio n'émet que sur la ville d'Agadir et sur un rayon de 40 km. Radio Plus Agadir cible un large public en diffusant en tamazight (tachelhit), arabe et français. Elle propose une programmation généraliste de proximité composée de l’information, de services et de divertissement.
En 2011, le groupe Radio Plus s'est agrandi avec le lancement de Radio Plus Casablanca[réf. souhaitée] qui a commencé à émettre. Mais les programmes et infos en français ont été supprimés après six mois de diffusion. Aujourd'hui[Quand ?], Radio Plus Casablanca présente une programmation en arabe et en amazigh à l'instar de Marrakech et Agadir.[réf. souhaitée]
Radio Plus est fondée par le grand journaliste Abderhamane El Adaoui, et son staff directoire compte une équipe jeune : Bahia Benkhar, comme directrice générale adjointe, Leila Echafaqi Responsable RP, Adib Sliki directeur des programmes et une équipe de jeunes sur les 5 stations : Agadir, Marrakech, Fès, Casablanca et Khouribga.